# Smilife
Smilife (スマイライフ; Az angol smile (mosoly) és a life (élet) szavak összerántásából) a Stereopony japán együttes negyedik kislemeze, amely 2009. augusztus 19-én jelent meg a gr8! Records kiadó gondozásában. A lemez címadó dala a 2009-ben bemutatott Yatterman: Sin Yatter Mecha Daisúgó! Omocsa no Kuni de Daikesszen da Koron! című animefilm főcímdalaként volt hallható. A korong a 20. helyezést érte el az Oricon heti eladási listáján.

## Számlista
Normál kiadás (SRCL-7090)
1. Smilife (スマイライフ?)
2. Cupido
3. Nagarebosi (流れ星; Hepburn: Nagareboshi?, ’Hullócsillag’)
4. Smilife (Instrumental) (スマイライフ?)

Limitált kiadás DVD (SRCL-7089)
1. Smilife videóklip (スマイライフ?)